# 崖州 (海南省)
崖州（がいしゅう）は、中国にかつて存在した州。現在の海南省一帯に設置された。

## 南朝梁・陳・隋の崖州
瓊州に参照

## 唐の崖州
621年（武徳4年）、蕭銑が唐に滅ぼされると、珠崖郡が廃止され、崖州が置かれ、州治は舎城県とされた。631年（貞観5年）、瓊州は崖州より分割設置された。662年（龍朔2年）、万安州は崖州より分割設置された。742年（天宝元年）、崖州は珠崖郡と改称された。758年（乾元元年）、珠崖郡は崖州と改称された。崖州は嶺南道に属し、舎城・澄邁・文昌の3県を管轄した。
972年（開宝5年）、北宋により廃止され、その管轄区域は瓊州に移管された。

## 北宋以降の崖州
622年（武徳5年）、唐により設置された振州を前身とする。当時は寧遠・延徳・臨川・陵水の4県を管轄し、州治は寧遠県とされた。724年（天宝元年）、振州は延徳郡と改称された。758年（乾元元年）、延徳郡は振州と改称された。振州は嶺南道に属し、寧遠・延徳・吉陽・臨川・落屯の5県を管轄した。
五代十国時代には南漢の版図とされ、振州は寧遠県及び吉陽県の2県を管轄した。
972年（開宝5年）、北宋により振州は崖州と改称された。1073年（熙寧6年）には瓊州に瓊管安撫司が設置され海南島全域を管轄するようになると、崖州は珠崖軍に降格し、管轄県は瓊管安撫司に移管された。1117年（政和7年）、珠崖軍は吉陽軍と改称、1136年（紹興6年）には吉陽軍は吉陽県に降格し瓊州の管轄とされた。
1368年（洪武元年）、明代は崖州を再設置、清末になると1905年（光緒31年）に直隷州に昇格、感恩・昌化・陵水・万の4県を管轄した。
1912年（民国元年）、中華民国は州制を廃止し、崖州は崖県とされた。1984年5月に崖県は三亜市に改編された。